# Koklassfasan
Koklassfasan (Pucrasia macrolopha) är en bergslevande asiatisk fågel i familjen fasanfåglar inom ordningen hönsfåglar.

## Kännetecken

### Utseende
Koklassfasanen är en medelstor (hane 58-64 cm, hona 52,5-56), spetsstjärtad hönsfågel med säregen dräkt. Hanen har flaskgrönt huvud och två par örontofsar, ett par guldgula och ett par gröna. På halssidan syns en vit fläck. Kroppen i övrigt är mörkstreckat gråbrun, på bröstet mer kastanjebrun med varierande utbredning. Honan har vit strupe, korta beigefärgade huvudtofsar och streckad kropp.

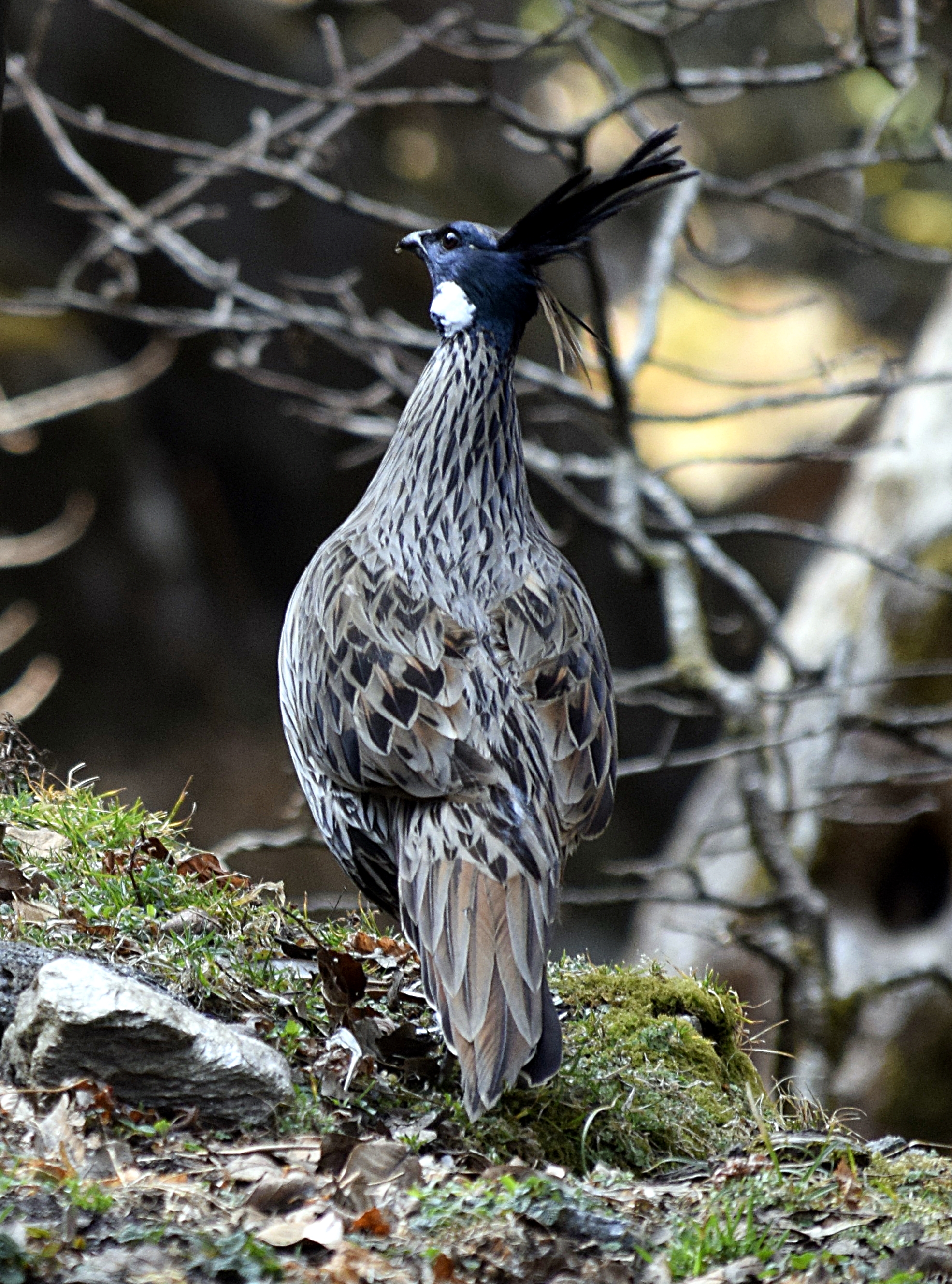
Hane.

### Läte
Hanen yttrar sitt spelläte vid gryningen, ett enkelt "kok" som upprepas en gång i minuten. När den skräms upp hörs ett "kwak kwak kwak", medan honan avger ett mer melodiskt "qui-quik qui-quik qui quik" som varningsläte.

## Utbredning och systematik
Koklassfasanen förekommer i bergstrakter i Asien, dels i västra Himalaya, dels i Kina. Den delas in i nio underarter med följande utbredning:
- Pucrasia macrolopha castanea – östra Afghanistan och angränsande Pakistan
- Pucrasia macrolopha biddulphi – norra Pakistan och norra Indien österut till västra Himachal Pradesh
- Pucrasia macrolopha macrolopha – västra Himalaya (från Kashmir till Kumaon)
- Pucrasia macrolopha nipalensis – västra Nepal
- Pucrasia macrolopha meyeri – sydcentrala Kina (från västra Sichuan till nordvästra Yunnan)
- Pucrasia macrolopha ruficollis – centrala Kina (södra Gansu, Shaanxi och västra Sichuan)
- Pucrasia macrolopha xanthospila – norra Shaanxi till Inre Mongoliet, västra Liaoning och sydvästra Manchuriet
- Pucrasia macrolopha joretiana – östcentrala Kina (sydvästra Anhui)
- Pucrasia macrolopha darwini – centrala Kina (från Hubei och sydöstra Sichuan till Fujian)

Koklassfasan placeras som enda art i släktet Pucrasia. Genetiska studier visar att den inte är en nära släkting till de flesta övriga fasaner utan troligen systerart till en grupp innehållande framför allt skogshöns som järpe, ripor och tjädrar, men också kalkoner. Där utgör de en klad närmast släkt med kalkoner (Meleagris) och dessa två tillsammans med koklassfasan (Pucrasia macrolopha).

## Levnadssätt
Koklassfasanen förekommer i barr- och blandskog i tät terräng, ner till 1600 meters höjd vintertid i Pakistan och upp till 4000 meter på sommaren. Den ses sällan födosöka eftersom den är så skygg och flyger upp snabbt, men uppskrapade gropar har hittats på marken där den tros leta efter frön, rötter och rotknölar. Revirlätet vid gryning hörs november till juni. Arten tros vara monogam. Den är höjdledsflyttare som rör sig 1000 meter nedåt vintertid i Himachal Pradesh.

## Status och hot
Arten har ett stort utbredningsområde och en stor population, men tros minska i antal på grund av habitatförlust, dock inte tillräckligt kraftigt för att den ska betraktas som hotad. Internationella naturvårdsunionen IUCN kategoriserar därför arten som livskraftig (LC). Världspopulationen har inte uppskattats men den beskrivs som vida spridd och relativt vanlig. Underarterna joretiana och darwini kan dock bestå av färre än 10.000 individer vardera.

## Namn
Både det svenska trivialnamnet och det vetenskapliga släktesnamnet Pucrasia är ljudhärmande.